# 阿久根謙司
阿久根 謙司（あくね けんじ、1961年10月5日 - ）は、埼玉県出身の野球選手、野球指導者、実業家。早稲田大学商学部卒。

## 来歴
小学3年生から野球を始め、所沢リトルに所属。
早稲田実業高校では同期に和泉実、菅原一秀、1学年上に川又米利がおり、和田明監督の下で2年春と夏に第50回選抜高等学校野球大会及び第60回全国高等学校野球選手権大会への出場を果たす。3年夏は日体荏原に東東京大会の4回戦で敗れた。
早稲田大学に進学して3年春には外野手のレギュラーとして一番打者を任されるようになった。秋季リーグ戦では打撃不振からスタメンを外れる事もあったものの、早慶戦で代打として逆転のタイムリー二塁打を放って勝利打点を挙げ、この試合で7季ぶりのリーグ優勝が決まった。4年生時には主将就任。バント技術と選球眼に優れ、俊足を活かした広い守備範囲を持つ中堅手として、春秋ともにベストナインに選出されている。
大学卒業後は東京ガスに入社し、同社の硬式野球部で7年間選手としてプレー。1987年にはドラフト候補に挙がった。選手時代は田辺学、片瀬清利、善波達也、石井章夫らとチームメイトであった。4年間コーチを務めた後1997年8月に監督に就任。和泉や和田に触発され、選手が自ら考えプレーをする「自立」によるマネジメントに取り組んだ。翌年8月をもって退任。コーチ、監督時代には大友進、小林雅英らがプロ入りした。その後は社業に専念し、2002年にR&D企画部（研究開発部隊の人事を担当）、2008年から導管企画部グループマネジャーを務めた。
2010年7月、同社サッカー部から派生したFC東京を運営する東京フットボールクラブ株式会社代表取締役社長の村林裕は、観客動員の伸び悩みなどから退任を決め、自身の後任の条件に「50歳未満、経営バランス、スポーツへの真摯さ」を掲げた。若さと経営能力、スポーツに対する姿勢を評価された阿久根が招聘され、2011年2月に社長に就任した。なお、Jリーグ実行委員及び東京都サッカー協会評議員も兼任。
J2に降格した2011年は序盤から厳しい戦いが続き、さらに東日本大震災によるリーグ戦中断もあった。その中で選手やスタッフに「自立」を指針として掲げ「スタジアムのワンダーランド化」を目指して新たな企画を次々と打ち出し、前年比7,500人減ながらJ1も含めたリーグ全体で4位となるホーム観客数約17,500人という実績を残した。阿久根自身もクラブPRのために東京ヤクルトスワローズ主催試合の始球式に参加し、早稲田大学野球部の後輩に当たる青木宣親を相手に、本気の投球でスタンドを盛り上げた。チームは自発的なコミュニケーションや選手間でのミーティングを増やすようになり、リーグ優勝によって1年でJ1復帰を達成するとともに、天皇杯でも初優勝を果たしている。2012年より、2001年以来クラブが目指してきた「2011VISION」を改める「2015VISION」を新たに打ち出し、実現に取り組んだ。
2015年東京ガスに帰籍し、4月よりライフバル推進部長。また、Jリーグ参与を兼務。2017年4月より埼玉支社長。2019年4月より東京ガスケミカル常務執行役員。
2022年の春は東京六大学野球の早慶戦の中継の解説も担当した。